# Cầu Zwierzyniecki

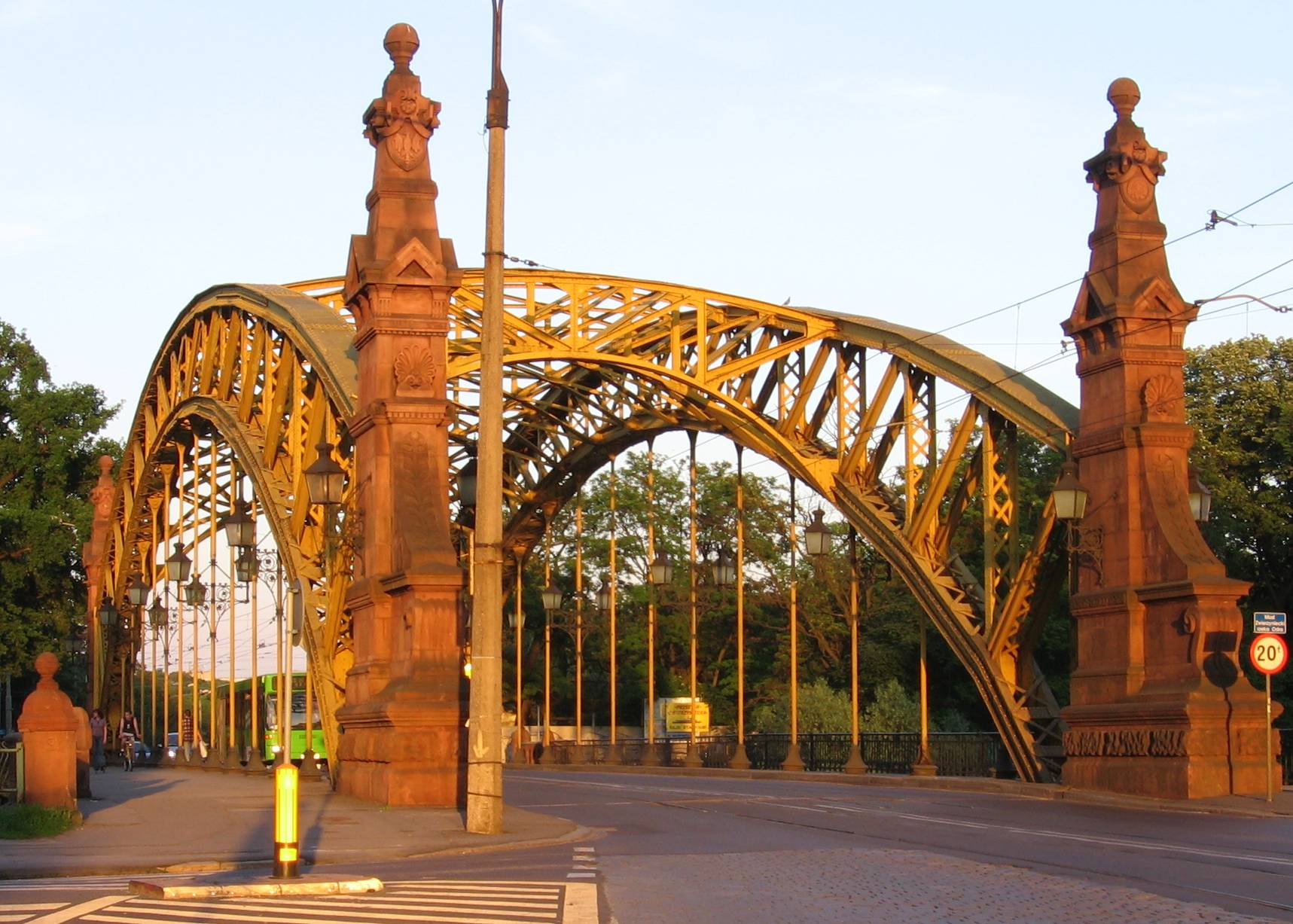
Cầu Zwierzyniecki

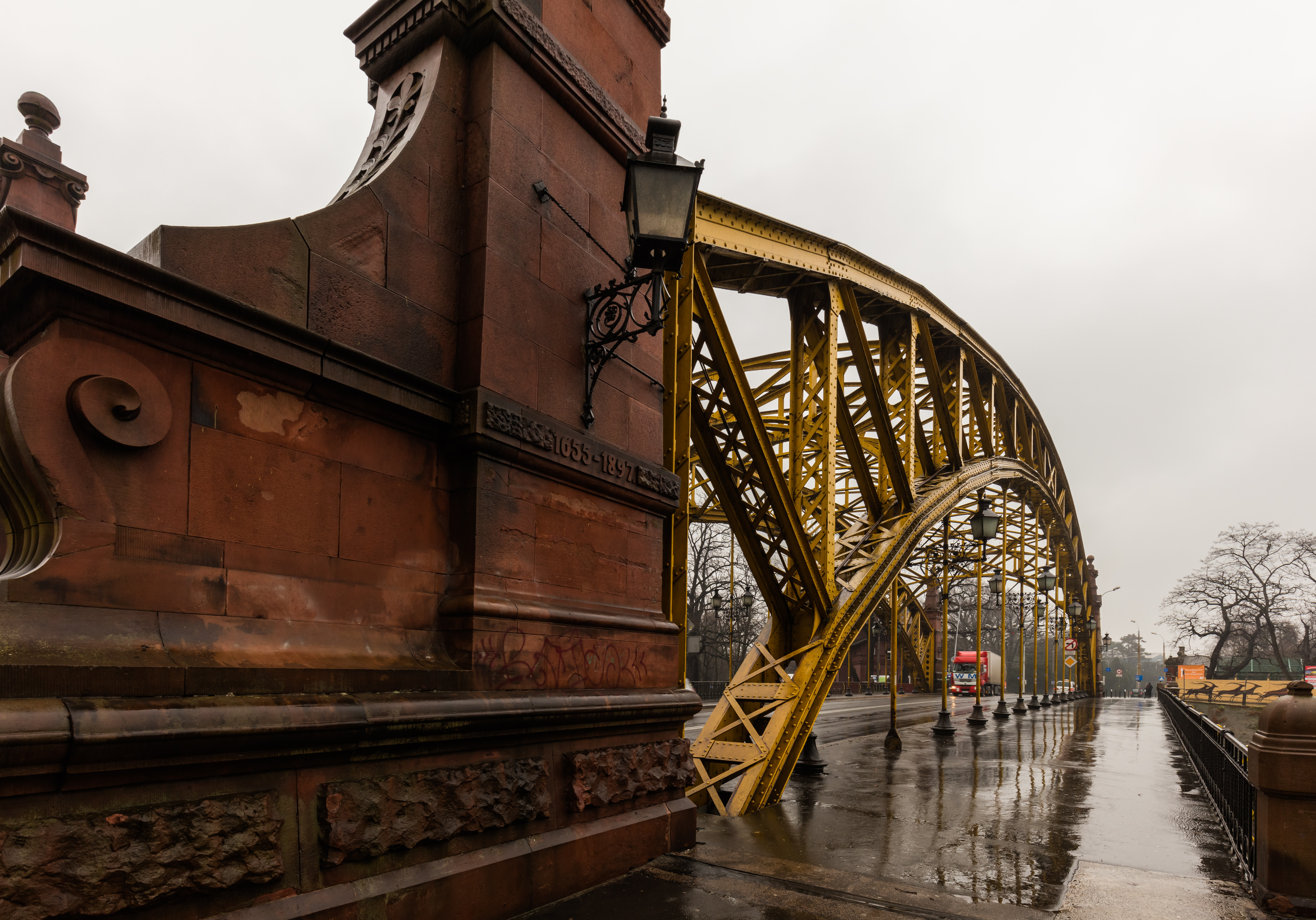
Mặt bên

Cầu Zwierzyniecki nằm ở phía đông của Wrocław, Ba Lan. Cây cầu bắc qua sông Oder và nằm ngay gần Sở thú Wrocław và khu triển lãm về Hội trường trăm năm. Cây cầu được xây dựng vào khoảng năm 1655 và ban đầu cây cầu được làm bằng gỗ.
Giữa năm 1895 và 1897, Karl Klimm đã thiết kế một cây cầu mới dưới sự giám sát của kiến trúc sư thành phố, Richard Plüddemann và với sự giúp đỡ của kỹ sư A. Fruhwirth. Cầu treo mới là một kết cấu thép một nhịp, được hỗ trợ bởi các mố đá granit và bao gồm hai vòm thép sườn song song đặt cách nhau 12,5 mét.
Các tính năng đặc trưng của cây cầu là bốn bức tường trang trí các tác phẩm nghệ thuật Nouveau làm bằng sa thạch đỏ. Cây cầu cũng được chiếu sáng vào ban đêm bằng đèn đường thời kỳ bespoke.
Trong cuộc bao vây Festung Breslau năm 1945, những người lính Đức, người muốn ngăn chặn một cuộc tấn công dự kiến từ phía đông thành phố, đã chuẩn bị cho nổ tung cây cầu bằng cách lắp đặt chất nổ trên cầu. Quân đội Hồng quân, tuy nhiên, đã phát động một cuộc tấn công từ miền Nam, đã giải cứu cầu Zwierzyniecki khỏi bị phá hủy
Bến du thuyền Przystań Zwierzyniecka ra đời, từ đó những chiếc thuyền du ngoạn ra mắt, chỉ nằm cách cây cầu  Zwierzyniecki và Sở thú Warsaw một ít.